# به خاطر چند بوسه
به‌خاطر چند بوسه (به اسپانیایی Por un puñado de besos) ، (به انگلیسی For a Handful of Kisses) یک فیلم اسپانیایی به کارگردانی دیوید منکس و با بازی آنا د آرماس و  مارتین ریواس است که در اسپانیا در تاریخ ۱۶ مه ۲۰۱۴ به نمایش در آمد.

## داستان
سول (آنا دِ آرماس) دختر جوانیست که تصمیم می‌گیرد با آگهی در روزنامه برای پیدا کردن دوست پسر و قرار گذاشتن برای شناخت همدیگر اقدام کند. از این راه با دنی (مارتینیو ریباس) آشنا می‌شود. روابط عاشقانهٔ آنها به نظر عالی‌ است ولی‌ آیا هردو عاشقند؟

## جشنواره
این فیلم در بخش رسمی جشنواره مالگا در سال ۲۰۱۴ ظاهر شد.

## جوایز گویا
نامزد بهترین طراحی لباس کریستینا رودریگز

## بازیگران اصلی
1. آنا د آرماس در نقش سول
2. مارتینیو ریباس در نقش دنی
3. مگان مونتانر در نقش لیدیا
4. مارینا سالاس در نقش گلوریا
5. جان کورنت در نقش داریو
6. الخاندور انویا در نقش مامن
7. خوئل بوسکد
8. آندریا درو